# Woman's Hour
Woman's Hour es un magacín informativo radiofónico que se emite en el Reino Unido en BBC Light Programme, BBC Radio 2 y, más tarde, BBC Radio 4. Se emite desde 1946.

## Historia
El primer programa de la BBC dirigido a las mujeres, Women's Hour, se estrenó el 2 de mayo de 1923, cuando la BBC estaba empezando. Ella Fitzgerald, antigua periodista de Fleet Street, supervisaba el programa, que se emitía inicialmente a las 5 de la tarde seis días a la semana. Woman's Hour, que abarcaba temas como la cocina, el bienestar infantil y la política, reflejaba el contenido de las páginas de los periódicos femeninos. Emitidas desde el primer estudio de la BBC, las charlas se enfrentaban a problemas técnicos y, en diciembre de 1923, se creó un Comité Asesor de Mujeres, que incluía a miembros destacados como Lady Denman y Elizabeth Sloan Chesser. El comité abordó el contenido y el horario del programa, realizando un "plebiscito" que favoreció las charlas de ocio frente a las domésticas. En consecuencia, el programa se trasladó a las 16 horas, con un enfoque más amplio y un cambio de nombre a charlas de interés general atractivas para las mujeres. Ella Fitzgerald destacó el cambio en Radio Times, haciendo hincapié en el paso de temas prácticos a contenidos más ligeros y de evasión.
Creada por Norman Collins y presentada originalmente por Alan Ivimey, Woman's Hour se transmitió por primera vez el 7 de octubre de 1946 en el programa Light de la BBC. A Janet Quigley, que también participó en el nacimiento del programa de radio británico Today, se le atribuye la "creación virtual" del programa.
El programa fue trasladado a su sede actual en 1973. A lo largo de los años ha sido presentado por Mary Hill (1946 – 1963), Joan Griffiths (1947 – 1949), Olive Shapley (1949 – 1953), Jean Metcalfe (1950 – 1968), Violet Carson (1952 – 1956), Marjorie Anderson (1958 – 1972), Teresa McGonagle (1958 – 1976), Judith Chalmers (1966 – 1970), Sue MacGregor (1972 – 1987), Jenni Murray (1987–2020), Martha Kearney (1998 a marzo de 2007) y Jane Garvey (8 de octubre de 2007 a diciembre de 2020). Las presentadores suplentes incluyeron a Andrea Catherwood, Sangita Myska, Sheila McClennon, Carolyn Quinn, Jane Little, Ritula Shah, Oona King y Amanda Platell. En septiembre de 2020 se anunció que Emma Barnett se convertiría en la presentadora principal de Woman's Hour tras la jubilación de Jenni Murray, quien presentó su última edición el 1 de octubre de 2020 Barnett, que había sido presentadora suplente varias veces anteriormente, se convirtió en la mujer más joven en presentar regularmente el programa en enero de 2021. Anita Rani se convirtió en la sucesora de Garvey como segunda presentadora en el mismo mes.
En los primeros años, los temas del programa se organizaban con mucha antelación y se publicaban en el Radio Times, pero en la década de 1980 se produjo un cambio hacia una mayor actualidad. Clare Selerie-Gray se convirtió en productora en 1987 y alejó al programa de su tendencia a incluir temas meramente caprichosos y se aseguró de que los libros leídos en la última sección fueran más relevantes para la vida de las mujeres que novelas corrientes. En respuesta a las críticas de que el programa era demasiado feminista, afirmó que evitaba la "didáctica de Spare Rib", pero que se había producido una influencia feminista en las personas que lo realizaban.
El 31 de diciembre de 2004, el programa se convirtió en Man's Hour durante un día, en el que fue presentado por el presentador de Channel 4 News Jon Snow. El 18 de julio de 2010, tras 64 años de Woman's Hour, la BBC comenzó a emitir una serie completa llamada Men's Hour en BBC Radio 5 Live, presentada por Tim Samuels.

## Formato
El núcleo del programa siempre ha estado formado por reportajes, entrevistas y debates sobre temas de salud, educación, cultura y política dirigidos a mujeres y madres. Sin embargo, hasta 2021 sólo ocupaban los primeros 45 minutos de la hora. Los últimos 15 minutos consistían en entretenimiento más ligero, generalmente ficción, siempre ampliamente dirigido a las mujeres. Antes de 1998, esta franja incluía lecturas. De 1998 a 2021 se emitieron series dramáticas de corta duración, conocidas inicialmente como Woman's Hour Drama y más tarde como 15 Minute Drama. Una de las más populares fue la serie recurrente Ladies of Letters, protagonizada por Prunella Scales y Patricia Routledge. El espacio dramático se suprimió en 2021, y desde entonces la hora completa de Woman's Hour se dedica a reportajes, entrevistas, etc.

## Horario
Woman's Hour se ha retransmitido a las 10 am de lunes a viernes desde la revisión de James Boyle de los horarios de Radio 4 en abril de 1998. Entre septiembre de1991 y abril de 1998 se emitió a las 10:30 am, después de haber salido durante muchos años en el horario de las primeras horas de la tarde (2 pm). El traslado del programa a un horario matutino no fue popular entre algunos oyentes que, por motivos familiares o de otro tipo, trabajan sólo por la mañana. Michael Green, el entonces interventor de Radio 4, tomó su decisión el año anterior y consideró la eliminación del título del programa.

## Música
En sus primeros años, utilizó clásicos ligeros populares como melodías distintivas, incluidas piezas como Wanderlust (Vals) de H. Elliott-Smith, Vanity Fair de Anthony Collins y la  Obertura de Masques et Bergamasques de Gabriel Fauré . Desde principios de la década de 1970 se utilizaron piezas compuestas especialmente, varias de las cuales fueron proporcionadas por el BBC Radiophonic Workshop.
También hay una banda llamada Woman's Hour, con sede en el Reino Unido y firmada con el sello discográfico Secretly Canadian, que tomó su nombre del programa de radio.

## Controversias

### Incumplimiento de las reglas de imparcialidad de la BBC
Un oyente se quejó de la edición del 1 de octubre de 2018 de Woman's Hour, que incluía un artículo sobre la nominación del juez Brett Kavanaugh a la Corte Suprema de Estados Unidos. El artículo incluía una entrevista con un profesor de derecho que había trabajado con Anita Hill, en su búsqueda de una denuncia de acoso sexual contra un nominado anterior, el juez Clarence Thomas. El oyente creía que las alusiones al caso anterior eran irrelevantes y perjudiciales, que la selección del entrevistado estaba sesgada y que la presentadora Jane Garvey había expresado su opinión personal sobre un tema controvertido.
La Unidad de Quejas Ejecutivas de la BBC confirmó parcialmente la queja del oyente, afirmando que Garvey dio la impresión de simpatizar con el punto de vista del entrevistado y "no desafió al entrevistado de una manera que hubiera garantizado la debida imparcialidad". Como resultado, el equipo de Woman's Hour y el personal de producción asistieron a una sesión informativa sobre imparcialidad.

### Sinead O'connor
En 2021, Emma Barnett entrevistó a Sinéad O'Connor en Woman's Hour, durante la cual Barnett mencionó un comentario reciente de un crítico musical que se refirió a O'Connor como "la loca en el ático del pop". O'Connor sintió que sacar el tema a relucir era "innecesario y doloroso".

## Feminismo
La presentadora de Woman's Hour, Jenni Murray, es ex patrocinadora de la organización benéfica Women's Aid y es presidenta de la Fawcett Society.
En abril de 2014, Roger Bolton de Radio 4 señaló en el Feedback Blog de la BBC: "Como bien sabes, se supone que los programas de la BBC son imparciales, pero no estoy seguro de si eso se puede decir de Woman's Hour, al menos cuando se trata de feminismo. Woman's Hour es, de hecho, una poderosa defensora del empoderamiento de las mujeres y esta semana, como parte de esa campaña, produjo su segunda lista de poder".